# Park prirode Blidinje
Park prirode Blidinje se nalazi u Bosni i Hercegovini u području visokog gorja središnjih Dinarida, i obuhvaća područje planinskih masiva Čvrsnice i Vrana. Administrativno je u sastavu općina Posušje, Tomislavgrad, Prozor-Rama, Jablanica te grada Mostara. Zbog geomorfoloških osobina, bogatstva biljnog i životinjskog svijeta te prekrasnih krajobraza na dan 30. ožujka 1995. godine Blidinje je proglašeno parkom prirode. U jedinstvenom prirodnom arealu koji sadrži mnoge endemske vrste biljnog i životinjskog svijeta do danas je evidentirano oko 1500 biljnih vrsta, od čega više od 200 endemskih, subendemskih i reliktnih vrsta. U parku se nalazi najveće stanište endemskog bjelokorog bora munike.

## Znamenitosti
Blidinjsko jezero je geomorfološki spomenik prirode po kome je Park prirode Blidinje dobio ime. Smješteno u dnu Dugog polja između planina Čvrsnice i Vrana na visini od 1184 mnv. Površina jezera je od 2,5 do 6 km² uz relativno malu dubinu od jednog metra do maksimalnih četiri metra.
Masna Luka je posebni šumski rezervat u središtu parka s karakterističnom fitocenološkom šumskom zajednicom, raritetnim i endemičnim biljnim i životinjskim svijetom. S Borićevcem čini najveći kompleks bjelokorog bora munike.
Pločno je najviši vrh Čvrsnice, s 2228 metara je najviši vrh središnjih Dinarida. Nekoliko označenih planinarskih staza vodi kroz jedistveni krajolik do vrha koji predstavlja veliku atrakciju za planinare.
Dugo polje je krško polje između planina Vrana i Čvrsnice. Poznato po nekropoli sa 150 stećaka koja je zbog raznovrsnosti oblika i bogatstva ukrasa dobila status Nacionalnog spomenika Bosne i Hercegovine.
Diva Grabovica tvori grandiozni kanjon s dubinama od preko 1500 metara u dužini od 6,2 kilometra. Iznad kanjona je geomorfološki objekt u obliku luka Hajdučka vrata ili Mijatov prolaz.
Hodočasničko mjesto na Kedžari poznato po grobu Dive Grabovčeve. Na mjestu gdje se nalazi Divin grob svake godine u mjesecu srpnju hodočasti mnoštvo ljudi, osobito djevojaka.
Skijaški centar je zimsko odredište mnogih posjetitelja. U centru je više skijaških staza, od onih za početnike do onih za vrhunske skijaše, sa žičarom četverosjedom kapaciteta 1942 osobe na sat i skijaškom vučnicom. U sklopu skijaškog centara je sanjkalište za djecu.
Pored skijanja turističku ponudu parka čine: planinarenje, alpinističko penjanje, brdski biciklizam, slobodno ili organizirano korištenje područja parka prirode, obrazovne aktivnosti u cilju upoznavanja s florom, geologijom, hidrogeologijom i slične aktivnosti.

## Zemljopisne osobine
Park prirode Blidinje nalazi se na sjeveru Hercegovine u području visokog gorja središnjih Dinarida. Obuhvaća područje planinskih masiva Čvrsnice i Vrana povezanih udolinom Dugim poljem i Blidinjskim jezerom. Rasjedna udolina Dugo polje pruža se u pravcu SI-JZ, okomito na dinarski pravac, čime djelomično određuje smjer pružanja Vrana i Čvrsnice, duga je 14 km i prosječno široka oko 3 km. Park je omeđen kanjonima Doljanke sa sjevera, Neretve s istoka, Drežanke s juga i obroncima Vrana sa zapada.
Masiv Čvrsnice čine planiski hrbti (vijenci) Velika Čvrsnica i Vilinac te visoravni Velika Čvrsnica, Muarnica, Plasa i Mala Čvrsnica. Pored najvišeg vrha Pločnog postoji još pet vrhova preko 2000 m; Draga kosa 2217 m, Jelinak 2170 m, Kapci 2156 m, Ploča 2040 m i Veliki Vilinac 2113 m.

## Hidrologija
Preko 50 % svih padalina na području parka čini snijeg čije otapanje u sušnom ljetnom razdoblju donekle održava podzemne vode i izvorišta. Gotovo cijelo područje parka pripada neretvanskom slivu, izuzev manjeg dijela na zapadu koji pripada cetinskom slivu. Od izvora s vodotocima u samom parku su rijeka Diva Grabovica i potok Brčanj. Na prostoru parka su i dva izvorišta vodotokova koji omeđuju park, tako se izvorom ispod Risovca formira rijeka Doljanka na sjeveru, dok se Drežanka napaja vodama Vrana, Čvrsnice i Čabulje te dalje svojim kanjonom omeđuje južnu stranu parka. Pored ovih izvora područje obiluje i brojnim manjim izvorima, lokvama, bunarima, povremenim vodotocima i ponorima. Pored Blidinjskog jezera u parku postoje još četiri manja jezera; Čvrsničko, Ledeno, Crepulja i Črljenak, koja se nalaze na masivu Čvrsnice. Na Čvrsnici se nalazi i nekoliko snježnih bunara.

## Biljni svijet
Do danas je evidentirano oko 1500 biljnih vrsta, od čega više od 200 endemskih, subendemskih i reliktnih vrsta. Zbog ovog iznimnog bogatstva i raznovrsnosti područje je jedinstveno u Europi. Otprilike dvije trećine površine Parka prekriveno je šumom, dok ostatak područja uglavnom prekrivaju livade, pašnjaci i planinske rudine. Od brojnih endemskih šumskih vrasta najznačajniji je bjelokori bor munika, u svijetu poznata i kao „bosanski bor”.

## Životinjski svijet
Životinjski svijet je općenito slabo istražen. Nešto intenzivnije su istraživane ptice, osobito na području ornitološkog rezervata Blidinjsko jezero, te pojedine skupine dnevnih leptira i neke vrste vodozemaca.
Do sada je evidentirana 91 vrsta dnevnih leptira. Isto tako u parku su evidentirane 122 vrste ptica koje su svrstane u 32 porodice. Od toga rijetke i ugrožene kao; tetrijeb gluhan, suri orao, patuljasti orao, orao zmijar, crkavica i bjeloglavi sup. Na području parka gnijezde se još srebrenasti galeb, planinska ševa kao i brojne druge vrste ptica.
U jezeru Blidinje obitava endemska vrsta ribe oštrulja (Aulopyge huegelii). Na prostoru parka staništa imaju planinski daždevnjak i planinski vodenjak.
Od sisavaca tu su: divokoza, srna, divlja svinja, zec, vjeverica, sljepaš te predatori kao: smeđi medvjed, vuk, lisica, ris, divlja mačka, kuna zlatica, jazavac, lasica.

## Istraživanje i zaštita
Prva istraživanja flore i faune na Blidinju su počela dolaskom austro-ugarske uprave i opisom prvih endemskih vrsta. Formiranjem lovišta i planskim korištenjem u samo par godina znatno je povećan broj divljači. 1893. godine donesen je zakon o lovu koji je predviđao mogućnost osnivanja zaštitnih područja za divljač (Wildschongebiet). Nakon toga je lovište na masivu Čvrsnice proglašeno zaštitnim područjem za divljač.
Kasnije institucionalne inicijative o zaštiti Blidinja počinju od 1957. godine, no tek je donošenjem prostornog plana SR BiH od 1980. godine ostavljena mogućnost proglašenja nacionalnog parka. Dijelovi današnjeg Parka prirode Blidinje su zaštićeni Zakonom o prirodnom i kulturno-povijesnom naslijeđu SR BiH iz 1985. godine. Od tada je Masna Luka zaštićena kao upravljani prirodni rezervat, dok su jezero Blidinje, Hajdučka vrata na Čvrsnici i Mijatova pećina na Vran planini zaštićeni kao geomorfološki spomenici prirode. Tek proglašenjem Parka prirode Blidinje od 30. ožujka 1995. godine počinje sustavnija zaštita i istraživanje.
Zaštita parka je degradirana Zakonom o zaštiti prirode FBiH iz 2003. godine koji ne priznaje institut park prirode kao oblik zaštite, tako da pravni temelj PP Blidinje počiva na (među)županijskim razinama.

## Kultura
- Blidinje Zima Fest

## Znamenitosti
- Kedžara, svetište gdje se nalazi grob Dive Grabovčeve kojeg u srpnju pohode hodočasnici, posebno djevojke[1]
- Križ na Borovoj glavi

## Vanjske poveznice
- Službene stranice Blidinja

|  | Zajednički poslužitelj ima još gradiva o temi Blidinje |